# Langues philippines
Les langues philippines sont un sous-groupe de la famille des langues austronésiennes. Elles constituent l'un des principaux groupes des langues malayo-polynésiennes occidentales.
Elles sont parlées aux Philippines, à Célèbes en Indonésie, et au large de Taïwan. 

## Distribution géographique

Les langues philippines, entourées en bleu

Le terme de langues philippines, dans un sens génétique, est distinct des langues parlées aux Philippines. Cette famille regroupe des langues malayo-polynésiennes parlées aux Philippines (qui lui ont donné son nom). Elles se trouvent également à Taïwan, où est parlé le yami, langue du sous-groupe batanien ou bashiïque. Les sous-groupes sangirique/sangirien, minahasien/minahasan et gorontalique/gorontalien sont parlés en Indonésie, à Célèbes. Aux langues philippines appartient aussi l'iranun, une langue parlée dans l'île de Mindanao aux Philippines et dans l'État malaisien de Sabah dans le nord de Bornéo.

Un groupe de langues parlées aux Philippines, le sama-bajaw/samalan se situe génétiquement en dehors du rameau et est peut-être un membre des langues grand barito.

## Classification
Blust (1991) reconnaît les neuf sous-groupes suivants de langues philippines :
1. Batanien
2. Cordilléran ou Luçon du Nord
3. Luçon central
4. Inati
5. Kalamian
6. Grand philippin central, divisé en :
  - philippin central (en)
  - mangyan du Sud
  - palawanique (en)
  - manobo
  - danao
  - subanun
  - gorontalien
7. Bilien
8. Sangirien
9. Minahasan